# Jenny Platt
Jennifer 'Jenny' Platt (Ipswich, 10 juli 1979) is een Britse actrice.

## Biografie
Platt leerde het acteren aan de East 15 Acting School, een toneelschool in Loughton.
Platt begon als jeugdactrice in 1988 met acteren in de film The Raggedy Rawney, waarna zij nog meerdere rollen speelde in films en televisieseries. Zij is vooral bekend van haar rol als Violet Wilson in de televisieserie Coronation Street waar zij in 378 afleveringen speelde (2004-2011). Naast het acteren voor televisie is zij ook actief als actrice in lokale theaters.
Platt is in 2013 getrouwd met acteur Rupert Hill met wie zij een dochter heeft.

## Filmografie

### Films
- 2016 Leatherbird - als Sarah
- 1988 The Raggedy Rawney - als klein meisje

### Televisieseries
Uitgezonderd eenmalige gastrollen.
- 2022 The Bay - als Emma Williams - 4 afl.
- 2018 Versailles - als Jeanne - 9 afl.
- 2016 In the Club - als Lucy - 2 afl.
- 2014 Mapp & Lucia - als Foljambe - 3 afl.
- 2004-2011 Coronation Street - als Violet Wilson - 422 afl.
- 2003 The Bill - als Stacey Lawson - 3 afl.